# Pinus patula
Pinus patula là một loài thực vật hạt trần trong họ Thông. Loài này được Schiede ex Schltdl. & Cham. miêu tả khoa học đầu tiên năm 1831.